# 孔罗荪
孔罗荪（1912年—1996年），原名孔繁衍，笔名叶知秋、罗荪，男，上海人，生于山东济南，中国文学评论家、杂文家、文艺报刊编辑，中国作家协会原书记处书记。主要作品有《野火集》、《小雨点》、《寂寞》、《文艺漫笔》、《文艺散论》等。